# Karin Enke

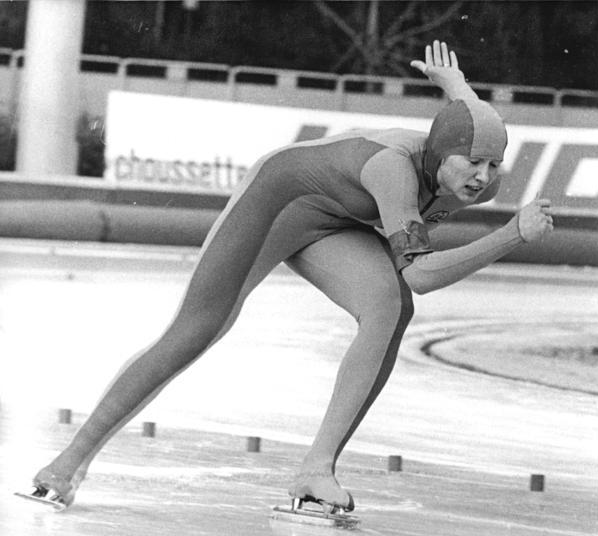
Karin Enke

Karin Enke (n. 20 iunie 1961, Dresda) este o fostă patinatoare din RDG. Fiind căsătorită de mai multe ori Karin și-a schimbat de mai multe ori numele de familie. Astfel din 1981 poartă numele de Karin Busch-Enke, din 1984 Karin Kania, sau din 1988 Karin Enke-Richter. Prin anii 1980 patinatoarea germană a aparținut de elita sportivilor mondiali la proba de patinaj viteză. Ea a fost între anii 1980 și 1984 de trei ori campioană olimpică pe diferite distanțe la patinaj viteză. Cariera ei sportivă a început în anul 1980 când ocupă la Campionatul mondial la combinat, locul 17. La 4 săptămâni la Campionatul Olimpic din Lake Placid, New York, câștigă aur la 500 m. În anii următori are a ascensiune rapidă în ierahia sportivă. devenind o patinatoare care a dominat câțiva ani competițiile sportive, concurând cu sportive de talia lui, Christa Rothenburger, Andrea Schöne (Ehrig) și Gabi Zange (Schönbrunn).

## Medalii obținute
- Jocurile Olimpice
  - 1980: aur la 500 m
  - 1984: aur la 1000 m și 1500 m, argint la 500 m și 3.000 m
  - 1988: argint la 1000 m și 1500 m , bronz la 500 m
- Campionatul mondial – combinat
  - 1981: argint
  - 1982: aur
  - 1983: argint
  - 1984: aur
  - 1986: aur
  - 1987: aur
  - 1988: aur
- Campionatul mondial – sprint-combinat
  - 1980: aur
  - 1981: aur
  - 1982: argint
  - 1983: aur
  - 1984: aur
  - 1986: aur
  - 1987: aur
  - 1988: argint
- Campionatul european – combinat
  - 1981: argint
  - 1982: argint
  - 1983: argint